# ゲイリー・ガイエティ
ゲイリー・ガイエティ（Gary Joseph Gaetti：ゲイリー・ジョゼフ・ガイエティ 1958年8月19日 - ）は、アメリカ合衆国・イリノイ州セントラリア出身の元プロ野球選手（三塁手）。右投右打。ニックネームはThe Rat（ザ・ラット）、G-Man（ジーマン）。

## 略歴

### メジャーデビューまでの道のり
1978年1月10日に、セントルイス・カージナルスからドラフト4巡目で指名を受けたが、契約を結ばなかった。同年の6月6日には、シカゴ・ホワイトソックスからドラフト3巡目で指名を受けたが、ここでも契約は結ばなかった。
1979年6月5日に、ミネソタ・ツインズからドラフト1巡目で指名を受け、同年の6月21日に選手契約を結び、ようやくメジャーリーグの世界に足を踏み入れた。
1981年9月20日のテキサス・レンジャーズ戦でメジャーデビューを果たした。チャーリー・ハフ投手から初打席初本塁打を放つなど、3打数1安打1本塁打2打点という素晴らしいメジャーデビューを果たした（残りの2打席とも対戦投手はハフで、第2打席は三振、第3打席は凡退）。1981年は、9試合の出場で5安打（打率.192）ながら、2本塁打を記録した。

### ツインズ時代
1982年はサードのレギュラーに定着し、三塁手として142試合、シーズン計145試合に出場（残りの試合は遊撃手として2試合、指名打者として1試合）。打率こそ.230に終わったが、25本塁打、84打点を記録。新人王の投票では6位に入った（1位は160試合に出場し、打率.264、28本塁打、93打点を記録したボルチモア・オリオールズのカル・リプケン・ジュニア遊撃手）。一方で、守備面でも15失策を犯したものの、守備率は.963という数字を記録。新人の三塁手としてはまずまずの数字を残した。
1983年は出場試合数を更に増やし、157試合に出場。しかし、本塁打、打点共に1982年以下の数字に終わった。
1984年はリーグ1位タイとなる162試合に出場。自己最高の打率.262、11盗塁を記録したが、一方で本塁打、打点、失策などでは自己ワーストの数字に終わってしまった。
1985年は打率が.240台に戻ってしまったが、本塁打は再び20本を超えた。
1986年はガイエティにとって自己ベストのシーズンとなった。オールスターゲームまでは87試合に出場し、打率.262、18本塁打、53打点という数字に対し、後半戦は70試合で、打率.317、16本塁打、55打点と好調を維持。いずれも、シーズン通算成績でガイエティ自身の中で2位となる打率.287、34本塁打、108打点を記録。MVP投票では16位に入った（1位は33試合に登板し、24勝4敗、防御率2.48を記録したボストン・レッドソックスのロジャー・クレメンス投手）。
1987年も30本塁打、100打点をそれぞれクリア。MVP投票では1986年よりも順位を上げ、10位に入った（1位は156試合に出場し、打率.308、47本塁打、134打点5盗塁を記録、打点王のタイトルを獲得したトロント・ブルージェイズのジョージ・ベル三塁手）。同年ツインズは地区優勝し、デトロイト・タイガースとのリーグチャンピオンシップシリーズでは打率.300、2本塁打、5打点の活躍でチームをリーグ優勝に導き、MVPを受賞する。さらにカージナルスとのワールドシリーズも第2戦で本塁打を放つ等活躍。チームは4勝3敗で制し、自身唯一のワールドシリーズ優勝に輝いた。11月9日に自身初のFAとなった。
1988年1月7日にツインズと再契約。FA契約1年目の1988年は30本塁打、100打点にはそれぞれ届かなかったが、自身初の打率3割以上を記録。自身初のMLBオールスターゲームにも出場（ガイエティは代打で試合に出場し、ドワイト・グッデン投手と対戦、凡退に終わる）し、MVP投票でも22位に入った（1位は158試合に出場し、打率.307、42本塁打、124打点、40盗塁を記録し、史上初の「40本塁打40盗塁」を記録したオークランド・アスレチックスのホセ・カンセコ外野手）。しかし、続く2年間は20本塁打にさえ届かず、主砲としての活躍は出来なかった。
1990年7月17日のボストン・レッドソックス戦、近代野球（1901年以降）では史上唯一の1試合2度の三重殺に参加した（三塁手として2度とも「5-4-3」を完成）。同年11月7日にFAとなったガイエティは1991年2月23日にカリフォルニア・エンゼルスと契約を結んだ。

### エンゼルス時代
ツインズで30本塁打以上、100打点以上をそれぞれ2度ずつ記録したガイエティだったが、エンゼルス移籍後はツインズで過ごした晩年よりも成績が低下。1993年も開幕をエンゼルスで迎えたが、20試合に出場し、打率.180、0本塁打、4打点と全く振るわず、遂に6月3日にエンゼルスを解雇された。暫くの間、どこのチームとも契約を結べなかったが6月19日にカンザスシティ・ロイヤルズと契約を結んだ。

### ロイヤルズ時代
ロイヤルズ移籍後は82試合に出場し、打率こそ.256ながら14本塁打、46打点と多少持ち直した。232日間に及ぶ長期ストライキのあった1994年を経て、1995年は久々に打棒復活。自己最多の35本塁打を放ち、MVP投票では自己最高タイの10位に入った（1位は140試合に出場し、打率.300、39本塁打、26打点、11盗塁を記録したレッドソックスのモー・ボーン一塁手）。シーズンオフの11月3日にはFAとなり、12月18日にカージナルスと契約した。

### カージナルス時代

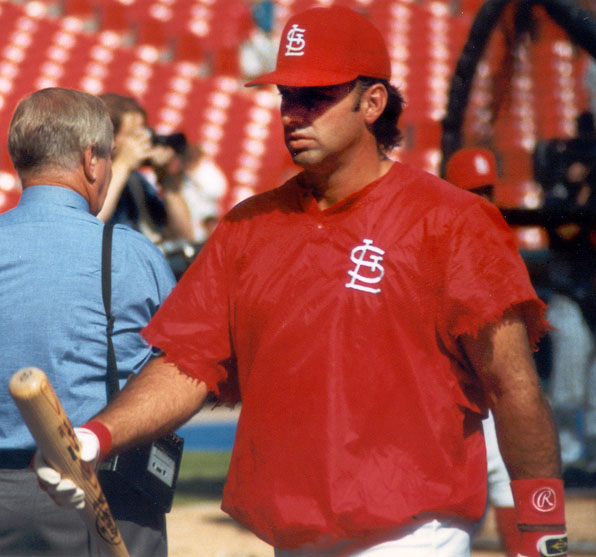
現役時代(セントルイス・カージナルス在籍時)

1996年は、20本塁打、80打点をそれぞれクリアした。
1997年には再び成績が低下。シーズンオフの10月27日にFAとなったガイエティは、12月6日にカージナルスと再契約を結んだ。
1998年もカージナルスで開幕を迎える事になった。その1998年は91試合の出場で11本塁打、43打点を記録したが、打率は.265に留まり、8月14日にカージナルスを解雇された。

### カブス時代
1998年8月19日、自身の誕生日の日にシカゴ・カブスと契約を結んだ。37試合の出場ながら、.320という高打率を記録。8本塁打、27打点も記録し、まずまずの形でシーズンを終えた。シーズンオフのにFAとなったガイエティは、移籍後に好成績を記録した事もあってか、12月7日にカブスと再契約を結んだ。
1999年は、113試合に出場し、打率.204、9本塁打、46打点という低い数字に終わった。シーズンオフの10月15日にFAとなった。

### レッドソックス時代
2000年4月2日になって、ようやくボストン・レッドソックスと契約を結んだが、わずか5試合の出場に留まり、10打数でヒットを放つ事も出来なかった。
2000年4月12日の試合が、ガイエティにとって、現役選手としての最後の試合となった。

### 引退後
2002年から2004年までヒューストン・アストロズ傘下AAA級ニューオーリンズの打撃コーチを務め、2004年7月にアストロズの打撃コーチに昇格。2006年7月に解雇された後、タンパベイ・レイズ傘下AAA級ダーラムの打撃コーチとなった。
2012年、独立リーグ・アトランティックリーグ、シュガーランド・スキーターズの初代監督に就任。

## 選手としての特徴
守備面での活躍が目立った選手である。ポジション別通算守備率は三塁手として.965、一塁手として.990、遊撃手として.824、外野手として1.000をそれぞれ記録（三塁手としての出場が2282試合で最も多い）し、1986年から4年連続でゴールドグラブ賞（いずれも三塁手部門）に選出されている。
打撃面では、30本塁打以上を3度、20本塁打以上（30本塁打以上も含めて）を8度記録しているパワーヒッターである反面、通算打率は.255で打率3割台はキャリアを通じて1度しかなく、通算三振数1602、シーズン100三振以上を5度記録するなど、バットコンタクトの技術は高いとは言えない成績が残っている。また、通算四球数634、通算出塁率.308と、四球を選ぶタイプでもなかった。
走塁面では1984年から4年連続で2ケタ盗塁を記録した事もあるが、成功率は高くなかった。

## 詳細情報

### 表彰
- シルバースラッガー賞：1回（1995年）
- ゴールドグラブ賞：4回（1986年 - 1989年）
- MLBオールスターゲーム出場：2回（1988年、1989年）
- リーグチャンピオンシップシリーズ最優秀選手賞：1回（1987年）
- 通算三重殺完成：7回（三塁手として史上最多）
- 1試合2度の三重殺完成：1990年7月17日（近代野球では史上唯一）[2]

### 年度別打撃成績
| 年 度      | 球 団      | 試 合 | 打 席 | 打 数 | 得 点 | 安 打 | 二 塁 打 | 三 塁 打 | 本 塁 打 | 塁 打 | 打 点 | 盗 塁 | 盗 塁 死 | 犠 打 | 犠 飛 | 四 球 | 敬 遠 | 死 球 | 三 振 | 併 殺 打 | 打 率 | 出 塁 率 | 長 打 率 | O P S |
| ---------- | ---------- | ----- | ----- | ----- | ----- | ----- | -------- | -------- | -------- | ----- | ----- | ----- | -------- | ----- | ----- | ----- | ----- | ----- | ----- | -------- | ----- | -------- | -------- | ----- |
| 1981       | MIN        | 9     | 26    | 26    | 4     | 5     | 0        | 0        | 2        | 11    | 3     | 0     | 0        | 0     | 0     | 0     | 0     | 0     | 6     | 1        | .192  | .192     | .423     | .615  |
| 1982       | MIN        | 145   | 565   | 508   | 59    | 117   | 25       | 4        | 25       | 225   | 84    | 0     | 4        | 4     | 13    | 37    | 2     | 3     | 107   | 16       | .230  | .280     | .443     | .723  |
| 1983       | MIN        | 157   | 650   | 584   | 81    | 143   | 30       | 3        | 21       | 242   | 78    | 7     | 1        | 0     | 8     | 54    | 2     | 4     | 121   | 18       | .245  | .309     | .414     | .723  |
| 1984       | MIN        | 162   | 644   | 588   | 55    | 154   | 29       | 4        | 5        | 206   | 65    | 11    | 5        | 3     | 5     | 44    | 1     | 4     | 81    | 9        | .262  | .315     | .350     | .665  |
| 1985       | MIN        | 160   | 608   | 560   | 71    | 138   | 31       | 0        | 20       | 229   | 63    | 13    | 5        | 3     | 1     | 37    | 3     | 7     | 89    | 15       | .246  | .301     | .409     | .710  |
| 1986       | MIN        | 157   | 661   | 596   | 91    | 171   | 34       | 1        | 34       | 309   | 108   | 14    | 15       | 1     | 6     | 52    | 4     | 6     | 108   | 18       | .287  | .347     | .518     | .865  |
| 1987       | MIN        | 154   | 628   | 584   | 95    | 150   | 36       | 2        | 31       | 283   | 109   | 10    | 7        | 1     | 3     | 37    | 7     | 3     | 92    | 25       | .257  | .303     | .485     | .788  |
| 1988       | MIN        | 133   | 516   | 468   | 66    | 141   | 29       | 2        | 28       | 258   | 88    | 7     | 4        | 1     | 6     | 36    | 5     | 5     | 85    | 10       | .301  | .353     | .551     | .904  |
| 1989       | MIN        | 130   | 536   | 498   | 63    | 125   | 11       | 4        | 19       | 201   | 75    | 6     | 2        | 1     | 9     | 25    | 5     | 3     | 87    | 12       | .251  | .286     | .404     | .690  |
| 1990       | MIN        | 154   | 625   | 577   | 61    | 132   | 27       | 5        | 16       | 217   | 85    | 6     | 1        | 1     | 8     | 36    | 1     | 3     | 101   | 22       | .229  | .274     | .376     | .650  |
| 1991       | CAL        | 152   | 634   | 586   | 58    | 144   | 22       | 1        | 18       | 222   | 66    | 5     | 5        | 2     | 5     | 33    | 3     | 8     | 104   | 13       | .246  | .293     | .379     | .672  |
| 1992       | CAL        | 130   | 486   | 456   | 41    | 103   | 13       | 2        | 12       | 156   | 48    | 3     | 1        | 0     | 3     | 21    | 4     | 6     | 79    | 9        | .226  | .267     | .342     | .609  |
| 1993       | CAL        | 20    | 56    | 50    | 3     | 9     | 2        | 0        | 0        | 11    | 4     | 1     | 0        | 0     | 1     | 5     | 0     | 0     | 12    | 3        | .180  | .250     | .220     | .470  |
| 1993       | KC         | 82    | 313   | 281   | 37    | 72    | 18       | 1        | 14       | 134   | 46    | 0     | 3        | 2     | 6     | 16    | 0     | 8     | 75    | 2        | .256  | .309     | .477     | .786  |
| '93計      | KC         | 102   | 369   | 331   | 40    | 81    | 20       | 1        | 14       | 145   | 50    | 1     | 3        | 2     | 7     | 21    | 0     | 8     | 87    | 5        | .245  | .300     | .438     | .738  |
| 1994       | KC         | 90    | 352   | 327   | 53    | 94    | 15       | 3        | 12       | 151   | 57    | 0     | 2        | 1     | 3     | 19    | 3     | 2     | 63    | 9        | .287  | .328     | .462     | .790  |
| 1995       | KC         | 137   | 578   | 514   | 76    | 134   | 27       | 0        | 35       | 266   | 96    | 3     | 3        | 3     | 6     | 47    | 6     | 8     | 91    | 7        | .261  | .329     | .518     | .847  |
| 1996       | STL        | 141   | 574   | 522   | 71    | 143   | 27       | 4        | 23       | 247   | 80    | 2     | 2        | 4     | 5     | 35    | 6     | 8     | 97    | 10       | .274  | .326     | .473     | .799  |
| 1997       | STL        | 148   | 554   | 502   | 63    | 126   | 24       | 1        | 17       | 203   | 69    | 7     | 3        | 4     | 6     | 36    | 3     | 6     | 88    | 20       | .251  | .305     | .404     | .709  |
| 1998       | STL        | 91    | 345   | 306   | 39    | 81    | 23       | 1        | 11       | 139   | 43    | 1     | 1        | 0     | 3     | 31    | 1     | 5     | 39    | 10       | .265  | .339     | .454     | .793  |
| 1998       | CHC        | 37    | 147   | 128   | 21    | 41    | 11       | 0        | 8        | 76    | 27    | 0     | 0        | 1     | 1     | 12    | 1     | 5     | 23    | 2        | .320  | .397     | .594     | .991  |
| '98計      | CHC        | 128   | 492   | 434   | 60    | 122   | 34       | 1        | 19       | 215   | 70    | 1     | 1        | 1     | 4     | 43    | 2     | 10    | 62    | 12       | .281  | .356     | .495     | .851  |
| 1999       | CHC        | 113   | 308   | 280   | 22    | 57    | 9        | 1        | 9        | 95    | 46    | 0     | 1        | 0     | 5     | 21    | 0     | 2     | 51    | 5        | .204  | .260     | .339     | .599  |
| 2000       | BOS        | 5     | 11    | 10    | 0     | 0     | 0        | 0        | 0        | 0     | 1     | 0     | 0        | 0     | 1     | 0     | 0     | 0     | 3     | 0        | .000  | .000     | .000     | .000  |
| 通算：20年 | 通算：20年 | 2507  | 9817  | 8951  | 1130  | 2280  | 443      | 39       | 360      | 3881  | 1341  | 96    | 65       | 32    | 104   | 634   | 57    | 96    | 1602  | 236      | .255  | .308     | .434     | .742  |

- 太字はリーグ1位。